# Walter Janka
Walter Janka, född 29 april 1914 i Chemnitz, död 17 mars 1994 i Kleinmachnow, var en tysk dramaturg och förläggare.
Janka råkade som ung ofta i klammeri med den nazistiska regimen. 1936 deltog han i det spanska inbördeskriget och efter Franco-sidans seger flydde han till Frankrike, där han satt internerad mellan 1939 och 1941. Janka flydde ånyo via Casablanca till Mexiko, där han tillsammans med Paul Merker och Alexander Abusch startade rörelsen Freies Deutschland. Han återvände till Tyskland 1947 och bosatte sig i Östberlin. Från 1950 var han chef för förlaget Afbau-Verlag.
År 1956 häktades Janka, anklagad för kontrarevolutionär verksamhet. Han släpptes ur fängelset 1960, efter internationella protester. Efter en tids arbetslöshet arbetade han först med synkronisering och därefter som dramaturg vid filmbolaget DEFA.
Under 1980-talet sysslade Janka främst med att skriva artiklar och att hålla föredrag om sina upplevelser under spanska inbördeskriget. 1989, efter sammanslagningen av Väst- och Östtyskland utkom hans memoarer, under titeln Schwierigkeiten mit der Wahrheit.